# Martin Schanche
Martin Schanche (pseudonim: Mister Rallycross, ur. 1 stycznia 1945 roku w Trondheim) – norweski kierowca wyścigowy. Właściciel zespołu Martin Schanche Racing.

## Kariera
W swojej karierze Schanche poświęcił się głównie startom w Rallycrossie. Startował z sukcesami w Mistrzostwach Europy, gdzie sześciokrotnie zdobywał tytuł mistrzowski (1978, 1979, 1981, 1984, 1991, 1995). Poza tym pojawiał się również w stawce Mistrzostw Świata Samochodów Sportowych oraz w 24-godzinnym wyścigu Le Mans.

### Wyniki w 24h Le Mans
| Rok  | Klasa | Nr  | Opony | Samochód                                         | Zespół                            | Partnerzy                     | Okr. | Poz. | Klasa Poz. |
| ---- | ----- | --- | ----- | ------------------------------------------------ | --------------------------------- | ----------------------------- | ---- | ---- | ---------- |
| 1985 | C2    | 97  | A     | Strandell 85 Porsche Type-934 3.3 L Turbo Flat-6 | Strandell Porsche                 | Stanley Dickens               | -    | NW   | NW         |
| 1986 | C2    | 89  | G     | Argo JM19 Zakspeed 1.8L Turbo I4                 | Team Lucky Strike Schanche Racing | Martin Birrane Torgjer Kleppe | 1    | NU   | NU         |
| 1987 | C2    | 117 | G     | Argo JM19B Zakspeed 1.8L Turbo I4                | Team Lucky Strike Schanche Racing | Will Hoy Robin Smith          | 5    | NU   | NU         |
| 1988 | C1    | 117 | G     | Argo JM19C Ford Cosworth DFL 3.3L V8             | Team Lucky Strike Schanche Racing | Robin Smith Robin Donovan     | 278  | 25   | 16         |